# クンスタンティー
クンスタンティー（Constantí）は、スペイン・カタルーニャ州タラゴナ県にあるムニシピオ（基礎自治体）。タラグネス郡に属している。カタルーニャ統計局によれば、2012年の人口は6,774人。フランクリー川右岸に位置し、タラゴナに隣接する。

## 歴史
この地では古代ローマ時代の遺跡が発見されている。
レコンキスタでキリスト教徒によってシウラーナが征服された後、1153年に中世の街が建設された。1159年には住民認可状（carta de población）が与えられている。アスパレク・ダ・ラ・バルカ大司教（arzobispo Espàrec de la Barca、1215年）は、城、最初の教会、城壁の建設などを命じ、この地の発展を促した。城はタラゴナ大司教の夏の居館となった。
クンスタンティーはその創設以来、カタルーニャ地方の自治体の連合組織であるクムーナ・ダル・カム（ca:Comuna del Camp）に積極的に加わった。
カタルーニャ反乱（収穫人戦争）では何度も攻撃にさらされた。1641年1月12日にはジュゼップ・マルガリート（Josep Margarit）率いる軍によって攻撃された。1642年ラ・モットゥ元帥（Maréchal La Mothe）によって襲撃され、街は彼の作戦基地となった。1649年フアン・デ・ガライ軍の手に墜ち、教会と城は破壊された。
スペイン独立戦争では、1811年スーシェ将軍がクンスタンティーからタラゴナ包囲戦を指揮した。

## 人口
| クンスタンティーの人口推移 1900－2010                   |
|                                                         |
| 出典:INE（スペイン国立統計局）1900年 - 1991年、1996年 - |

## 文化
1734年に建設が開始され、1749年に聖別化された教区教会はサン・フェリックスに献呈されている。鐘楼は後に建造されたものである。ジュゼップ・マリア・ジュジョールによって修復された。
クンスタンティー最大の祭りはサン・フェリウの祝日に合わせて8月に、そして冬には1月に行われる。

## 経済
クンスタンティーはタラゴナから6kmという地理的条件によって、さまざまな産業がこの地にもたらされ、そのうち特に重要なものは化学工業部門である。自治体内には石油精製所も建設されている。
現在は工業部門にその座を譲ったものの、伝統的には農業分野がこの地の主要産業であった。ブドウ、オリーブ、野菜、モモ、ヘーゼルナッツなどが主に栽培されている。またさまざまな家禽飼育農場がある。

## Centcelles霊廟
市街地からほど近いところに1世紀の古代ローマ時代のvillaの遺構、Centcelles（Centum Cellae）がある。1855年一個人のアントーニ・スレー・イ・スレーが購入、農民たちの住居へと変えた。
villaは3世紀に修復され、4世紀に増築されたことが確認されている。この増築によって中央にある建屋が際立つこととなった。その建物は高さ15.5mの正方形で、その内部には床が直径10.7mの円形の部屋があり、地下納骨堂と4つの壁龕がある。この建物はその時代には珍しい興味深い建築となっている。
円天井はモザイクが施されているが、傷みが激しい個所もあり、一部を除き保存状態は必ずしも良好とはいえない。しかし、1877年まで漆喰に覆われていたことにより、鮮やかな彩色が残されている。モザイクは4つの部分に分けられ、それぞれ幾何学文様の描かれた帯状装飾（cenefa）によって分けられている。一番下の部分には狩猟の場面が、2番目部分には聖書の場面が描かれており、死者の魂を神にゆだねる初期のキリスト教信者が描かれているcommendatio animaeが確認される。3番目部分は、特定はできないもののcathedraeに座している一連の人物像が描かれており、そして最後の天頂の円形部分のモザイクは頭部のみが確認できるだけである。また下部の壁面には図像の一部が残されている。
この建物については、例えばドイツ人研究者のヘルムート・シュルンク（Helmut Schlunk）などの考古学者は、霊廟として使われたのではないかと考えている。彼は1959年以来現地調査を行っているが、コンスタンティヌス1世の息子でカストゥルム・ヘレナエ（エルヌ）で亡くなったとされるコンスタンス1世のものであると主張しており（クンスタンティーという自治体名にその名がとどめられている）、この説は現在までもっとも支持されている。別の人たちは司教、あるいは地元の貴族階級のだれかではないかと考えている。2006年から2008年の間マドリードのドイツ考古学研究所（Instituto Arqueológico Alemán、50年代に所有しており、その後遺跡全体を寄贈した）によって遺跡全体と大部屋が新しい研究とデジタル化の対象とされ、これらの研究についてのシンポジウムが行われた。